# 康斯坦丁·诺沃肖洛夫
康斯坦丁·謝爾蓋耶維奇·诺沃肖洛夫爵士（俄语：Константи́н Серге́евич Новосёлов，1974年8月23日—），拥有俄罗斯、英国双重国籍的物理学家，於莫斯科物理技術學院及奈梅亨拉德伯德大学博士學位畢業，為曼彻斯特大学教授，因為「在二维石墨烯材料的開創性實驗」而与其導師安德烈·海姆一同获得2010年诺贝尔物理学奖。

## 早年
诺沃肖洛夫1974年出生于苏联乌拉尔山地区的城市下塔吉尔。母亲塔季扬娜是英语教师，父亲谢尔盖·诺沃肖洛夫是当地一家工厂里的一名工程师。这所工厂在当地很有影响，制造火车和坦克（包括著名的T-34）。因而，他们家交往的人员中有大量的工程师和技术人员。小诺沃肖洛夫爱好滑雪和卡丁车，并尝试自己修理一些汽车零件，学会了车工、铣工、焊接的技巧。
物理老师柳德米拉·拉斯托尔古耶娃、数学老师瓦伦蒂娜·菲利波娃和柳德米拉·巴什马科娃鼓励诺沃肖洛夫做实验并参加各种竞赛，还将他介绍到莫斯科物理技术学院远程教育学院。他阅读了《量子》（Quant）杂志、马丁·加德纳作品的译本、以及鲍里斯·帕斯捷尔纳克、普希金、杰克·伦敦、马克·吐温、刘易斯·卡罗尔、杰罗姆·克拉普卡·杰罗姆等人的作品。1991年他直接进入了物理技术学院物理和量子电子学学部，这里教育品質颇高，课程也很緊湊。1993年诺沃肖洛夫参与了十月事件，但没能拿到枪，他在一家建築公司工作了3年，但最终还是选择以科学为业。

## 科研生涯

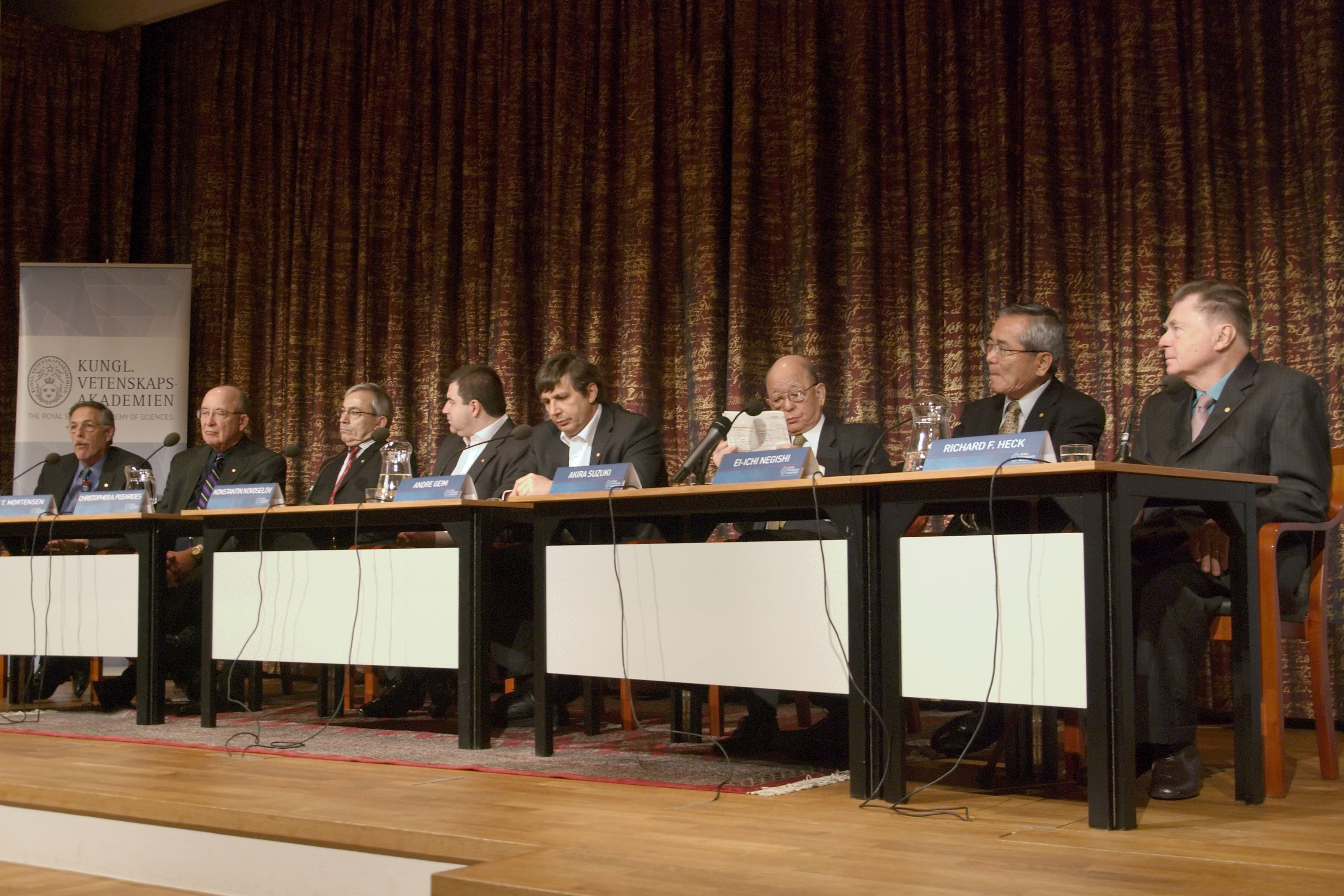
彼得·戴蒙德、戴尔·莫滕森、克里斯托弗·皮萨里德斯、康斯坦丁·诺沃肖洛夫、安德烈·海姆、鈴木章、根岸英一以及理查德·赫克，2010年諾貝爾獎得主在瑞典皇家科學院召開記者會

诺沃肖洛夫一开始进的是研究激光系统的天体物理学中心，一年后转到切尔诺戈洛夫卡微电子技术研究所。在那里他可以听到不少顶尖级教授的演讲。他跟随谢尔盖·杜博诺斯学习微电子技术，在后来的尤拉·杜博罗夫斯基实验室从事隧道光谱学方面的工作。1997年在该实验室攻读博士时，诺沃肖洛夫得到了去荷兰奈梅亨拉德伯德大学跟随安德烈·海姆做研究的机会。虽然一开始做的并不好，但他还是在1999年8月在扬·基斯·曼教授高磁场实验室成为安德烈的博士生。
2001年海姆转到曼彻斯特，诺沃肖洛夫随其前往。实验室里只有海姆、诺沃肖洛夫、伊琳娜·格里戈里耶娃和其他一些博士后和访者。实验对象有“磁水”、介观超导性、壁虎胶带、带栅电极的扫描隧道显微镜。他们一个重要的项目是制造金属场效应晶体管，以石墨为原料。本来他们准备放弃，但扫描隧道显微镜项目为他们提供了意外的解决之道。诺沃肖洛夫要花很长时间测量畴壁，奥列格向他展示了用透明胶带材料来切割石墨以作清理的方法。诺沃肖洛夫很快就能造出显示出微弱场效应的器件。几个月内，他们造出了第一个石墨烯器件——ZYH-K51样品。
2004年第一个博士后任期快结束时，他为留在曼彻斯特忙了一阵，利弗休姆信托公司为其提供奖学金，但要求他具备博士学位，就在此时他得到了奈梅亨大学的博士学位。

## 家庭
在曼彻斯特时，诺沃肖洛夫说服奈梅亨时的同学、微生物学博士伊琳娜·巴尔博林娜嫁给了他。她也是实验组成员，协助完成了一些与有机体相关的实验。2009年他们的两个女儿诞生——索菲亚和维多利亚。